# Neno Miranda
Luiz Ricardo Miranda Lacerda (Porto Alegre, 5 de janeiro de 1980) é um cantor, compositor, cinegrafista e artista cênico.

## Carreira
Neno Miranda nasceu em Porto Alegre mas vive em Santa Catarina desde 1983.
Neno Miranda, começou a fazer música em Florianópolis na década de 1990 ao lado de nomes como Tijuquera, Jorge Coelho e Silvio Mansani. Em 2003 foi premiado no festival de teatro Isnard de Azevedo pela "criação sonora" do espetáculo  "Fulaninha e Dona Coisa" da Cia Traço de Teatro.
Caçula de quatro irmãos, foi o único a se dedicar à poesia e à música. Cursa a Faculdade de Letras da Universidade Federal de Santa Catarina e foi aluno do curso de Música na Universidade Estadual de Santa Catarina. Ainda em Florianópolis, teve aulas com André Franzoni, Arthur Battisti, Andrey Rosa e Edson Castel. Apresentou-se em eventos como o Festival de Música de Itajaí, em Santa Catarina, tendo participado de diversas oficinas. Foi classificado para o Festival de Música do SESC, em Florianópolis, por dois anos consecutivos, com as canções "Berimbaleiro" e "Homem sobre tela". Em 2004, gravou o CD Neno Miranda - o nascimento. Suas canções foram interpretadas por vários artistas, como as bandas Cravo da Terra, Mary Black, Upeixe e Tijuquera.
Em 2006 gravou seu segundo CD com o nome Canções de Viagem, onde canta canções autorais produzidas por Roberto Gava. Esse disco conta com participações de vários músicos de São Paulo,  André Mainardi, Caio C. Milan, Daniel "Pezin", Helena Simões, Djalma Lima, o compositor Cássio Gava, o maestro Ricardo Simões entre outros.
No ano seguinte, apresentou-se no Villaggio Café, Livraria da Vila e na Casa das Rosas.
Residiu  entre Florianópolis e São Paulo no período de 2006 a 2010,  onde formou-se em Audiovisual na Faculdade Metropolitana Unida FMU.  Como  Trabalho de Conclusão dirigiu um curta-metragem sobre a dramaturgia absurdista. Neste período em São Paulo, trabalhou como técnico de estúdio de TV,  lecionou violão e teoria musical, tocou em vários projetos e frequentou oficinas no teatro Brincante, escola do artista Antônio Nóbrega. Criou trilha sonora para diversos grupos e espetáculos de teatro/dança e sua canção "Traço" inspirou o nome da Cia Traço de Teatro em Florianópolis
Atualmente vive, leciona e se apresenta em Flororianópolis, onde é aluno da pós - graduação em Linguística na Universidade Federal de Santa Catarina.

## Discografia
- 2004 - O Nascimento
- 2006 - Canções de Viagem
- 2012 - Neno Miranda (Coletânea)
- 2015 - Parques de Invierno
- 2019 - SUPERSIMPLES

## Principais trilhas sonoras
- Fulaninha e Dona Coisa - Cia Traço de Teatro
- Último Dia Hoje - Cia Traço de Teatro
- As três irmãs (pré-produção) - Cia Traço de Teatro
- Caio Transbordado  - Teatro em Trâmite e Anonimoato
- Pequenos Recortes - vídeo de Zé Antônio Lacerda
- Noite - curta-metragem
- Em Constante - Triz Cia de Dança